# Nanozaur
Nanozaur (Nanosaurus) - (jaszczur karzełkowaty) dinozaur, drobny 1 metrowy późnojurajski ornitopod z rodziny hipsylofodonów. Żył w okresie późnej jury. 
Szybki i zwinny dwunożny roślinożerca z rogowym dziobem i kieszeniami policzkowymi do przechowywania pokarmu (podobnie jak chomiczek). Ważył 30 kg.
Szczątki znalezione w Kolorado. Prawdopodobnie nanozaur jest synomimem otinielii. Został odkryty przez Othienela Marsha.

## Gatunki
- Nanosaurus agilis,
- Nanosaurus rex,
- Nanosaurus victor? - prawdopodobnie Hallopus.